# Park Hill
Park Hill es uno de los más ambiciosos proyectos de vivienda colectiva concebidos en la segunda postguerra en Inglaterra. Posee cerca de 1000 departamentos construidos entre 1957 y 1960 y puso al país a la vanguardia del debate internacional respecto a la construcción económica y barata de bloques habitacionales con usos y circulaciones públicas. El proyecto incorpora tiendas comerciales y una escuela.

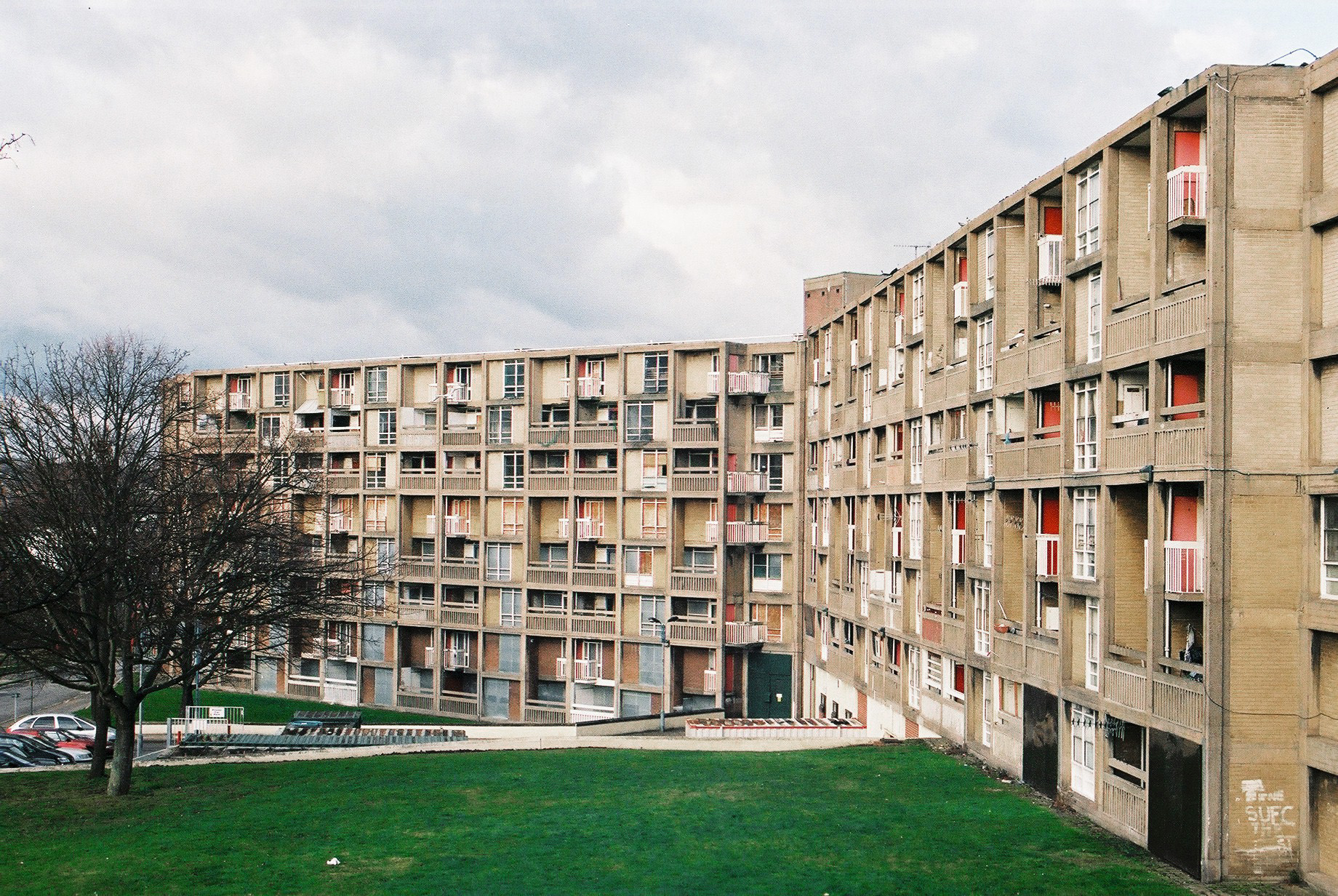
Los bloques habitacionales de Park Hill. Fuente: Julián Varas

## Ubicación

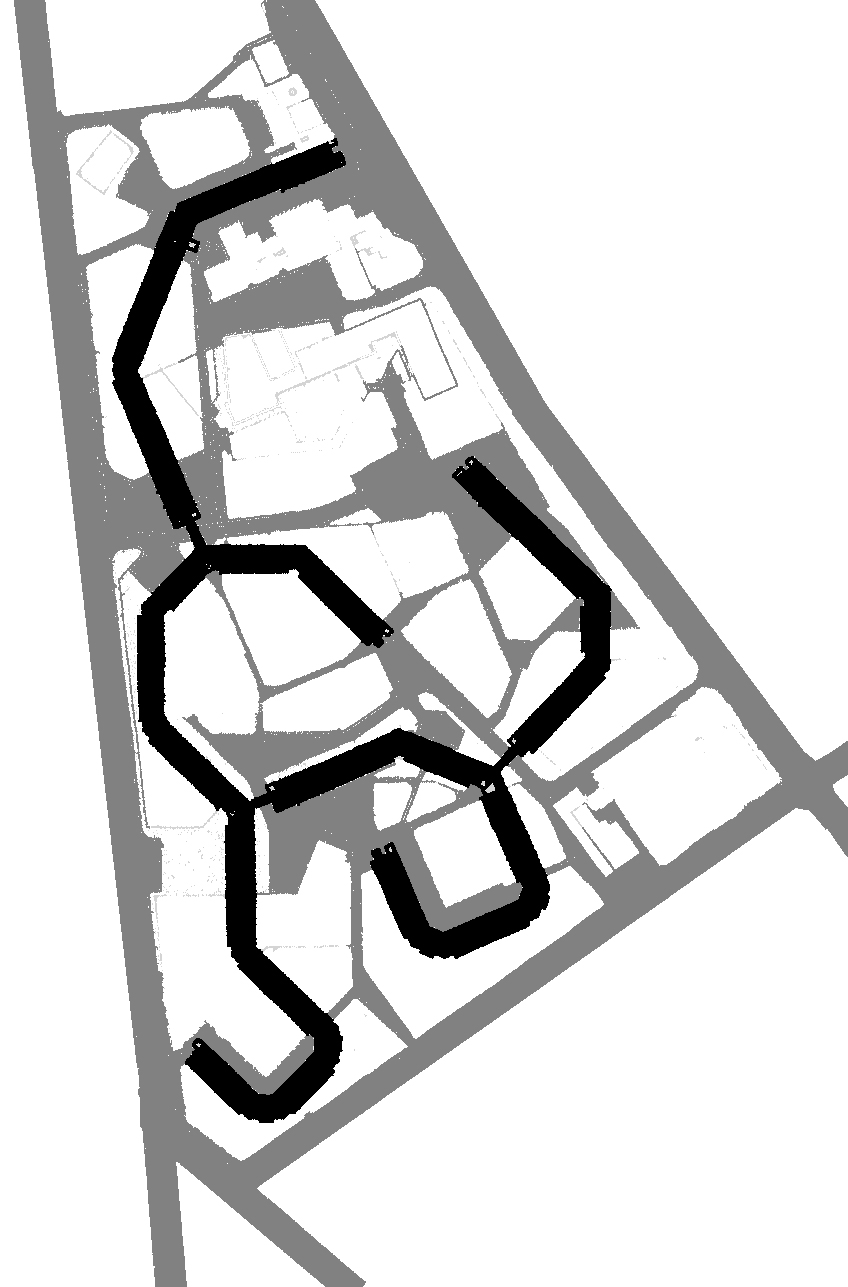
El recorrido de los bloques se superpone a la trama de los recorridos a nivel de suelo

Se ubica en la ciudad de Sheffield, sobre una ladera adyacente al centro de la ciudad e inmediato a gran cantidad de equipamiento como estaciones de tren, parques, mercados. Hacia el este se ubica el desarrollo habitacional de Hyde Park, desarrollado en paralelo. El sitio se halla definido por las calles South al poniente, Duke al oriente, Talbot al sur y por la estación de tren de Park Hill al norte.

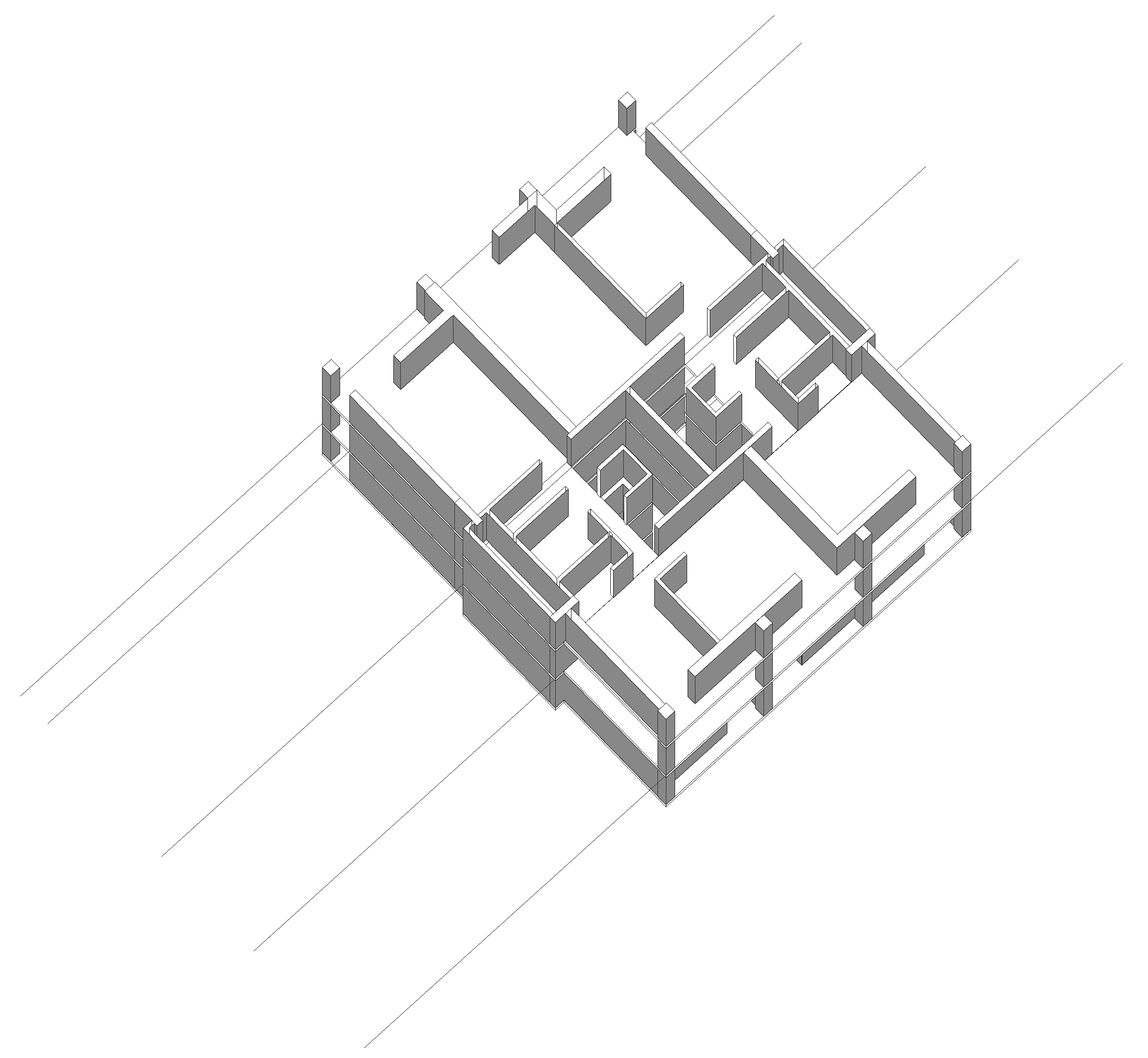
Célula básica de tres niveles

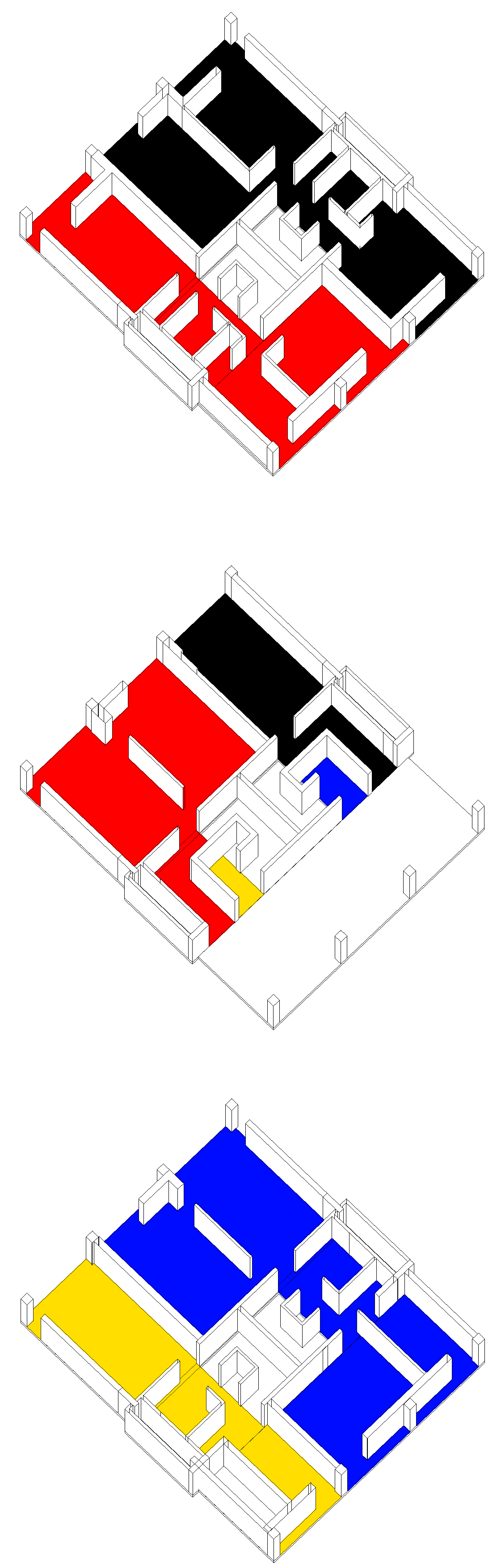
Los tres niveles de la célula: Los dúplex en rojo y negro, simples en amarillo y azul

## Cronología
Antes de la destrucción por la segunda guerra, la imagen del barrio obedecía a la vivienda tradicional inglesa del siglo XIX, con fachadas continuas y otros ejemplos como back-to-backs. Luego de la guerra se inicia un proceso de reconstrucción liderado por la Corporación de Desarrollo de la Vivienda de Sheffield, que comandada por Lewis Womersley, designó en 1953 a dos jóvenes sin experiencia en la práctica, Jack Lynn e Ivor Smith, a los que posteriormente se une G. I. Richmond que comienza las obras de plomería y climatización en diciembre de 1954. Las obras se inician en abril del ’57 y dos años después son entregadas las primeras viviendas. El complejo se completa en 1960, siendo inaugurado un año después. Durante los años ’80 sufre un proceso de deterioro, en el que los sistemas de climatización y de retiro de desechos son abandonados paulatinamente.

## Genealogía
El equipo de arquitectos a cargo expresa en el RIBA Journal de diciembre del '62: La vivienda colectiva había recibido el impacto de la unidad de Unité d'Habitation de Marseille de Le Corbusier, “nada volvería a ser igual” expresa Jack Lynn. Ivor Smith agrega que la primera inspiración fue una configuración ortogonal de bloques desprendida de La ville Radieuse. Pero la mayor influencia se desprende del acceso por corredores a las unidades, tal como se expone en Hacia una arquitectura de 1923, sin embargo, a diferencia de lo que ocurre en Marsella, en Park Hill se dispone un corredor iluminado llevándolo a la fachada, tal como proponen Alison y Peter Smithson en su proyecto para Golden Lane y en ese sentido responde mayormente a la disposición horizontal de Narkomfin, Moscú, con sus largos corredores en la fachada y las dos puertas hacia éste de las cuales una subía y otra bajaba en dúplex separados.

## Principios Arquitectónicos

### La Pendiente
La pendiente del terreno cumple un rol fundamental, definiendo y dando carácter al proyecto. De sur a norte el terreno desciende alrededor de 20 metros, con lo que se inician los bloques por el sur con 4 pisos, llegando a 13 en el extremo norte. Tal desnivel juega con los recorridos de los corredores horizontales.

### Materialidad
El sistema constructivo consiste en marcos de hormigón armado, los que en la fachada definen una envolvente con un patrón que da unidad al conjunto. En los tabiques y muros divisorios se utiliza ladrillo que llena el marco.

### Circulaciones
El corredor horizontal es continuo en todo el conjunto, separado del tráfico vehicular y utilizado para el tránsito de carros de suministro, lo que los arquitectos propusieron también con fines de afianzar el sentido de comunidad. En los corredores la gente interactúa como en la calle tradicional y los niños podrán jugar. Por otra parte existe la imposibilidad de ver quien circula, dado el carácter público del corredor y por ende la imposibilidad de proveer de ventanas a la fachada. En planta, los bloques definen una topología en torno al recorrido del corredor que presenta tres bifurcaciones y cinco extremos o terminales. En cada uno de tales puntos se ubican las circulaciones verticales. Los quiebres y bifurcaciones del recorrido describen ángulos de 112,5 y 135 grados conformándose una geometría que se superpone a la disposición de los jardines y recorridos del nivel de suelo, que responden a la trama urbana tradicional del barrio.

### Tipologías de departamentos
Los departamentos poseen doble fachada, la primera hacia el corredor de acceso es ciega y presenta el ingreso a cuatro tipologías, mientras que la segunda recibe la iluminación para las diferentes habitaciones. La célula básica de tres niveles se compone de dos dúplex y dos departamentos simples. Los dúplex, de dos y tres dormitorios respectivamente, poseen un primer nivel que contiene living y cocina y que se ubica a la altura del corredor de acceso y sobre éste el segundo nivel, correspondiente al superior de la célula, con dormitorios y un baño. En los simples se accede directo a la escalera que baja al nivel inferior de la célula: uno de éstos posee la cocina integrada con el living, mientras que en el otro se halla separada.

## Crítica
“Park Hill refuta la opinión generalizada de que la vivienda con corredores de acceso público es fatalmente deficiente y peligrosa”
Dan Cruickshank, Park Hill it´s future, Park Hill: What’s next, AA Documents 1, 1996
“La inviolable continuidad de las circulaciones horizontales hace posible caminar a cualquier punto del mismo nivel sin nunca bajar al suelo y libre de la amenaza del tráfico vehicular”
Reyner Banham, Park Hill Housing, Sheffield, p. 409
“Park Hill es uno de esos extraños casos en que la intención de crear un cierto tipo de arquitectura ocasiona el encuentro de programa y lugar que difícilmente se puede lograr de otra manera y el resultado hace que estética y funcionalidad se fusionen instantáneamente ”
Reyner Banham, Park Hill Housing, Sheffield, p. 395
“Park Hill representa un valioso recurso en una ciudad regenerada. Su ubicación y accesibilidad sugieren la posibilidad de capitalizar su desarrollo como centro cultural y deportivo”
Roger Harper y Philip Both, Park Hill and the Unité, Park Hill: What’s next, AA Documents 1, 1996
“Los arquitectos hicieron uso aquí de la idea de la plataforma de los Smithsons para crear una calle elevada urbana y viva (aunque no tanto como debería ser, a causa de la ausencia de tiendas, pubs, etc) ”
Charles Jencks, Movimientos modernos en arquitectura, Hermann Blume Ediciones, Madrid 1983, p. 257